# Aeroportul Sumî
Aeroportul Sumy (IATA: UMY, ICAO: UKHS) este un aeroport din Sumî, Regiunea Sumî, Ucraina ce deservește zona Sumî. A fost deschis în 1978.
Situat la o altitudine de 181 m, aeroportul dispune de o singură pistă.